# Julius Bernstein
Pour les articles homonymes, voir Bernstein.
 (avril 2019).
Si vous disposez d'ouvrages ou d'articles de référence ou si vous connaissez des sites web de qualité traitant du thème abordé ici, merci de compléter l'article en donnant les références utiles à sa vérifiabilité et en les liant à la section « Notes et références ».
Julius Bernstein (18 décembre 1839 à Halle-sur-Saale - 6 février 1917) est un savant allemand, parmi les fondateurs de l'électrophysiologie. Il est en particulier connu pour sa "théorie membranaire" (Membrantheorie), selon laquelle la sélectivité de la membrane plasmique au potassium est à l'origine du potentiel de repos, et la disparition temporaire de cette sélectivité, à l'origine de l'apparition du potentiel d'action.

## Biographie
Julius Bernstein est l'aîné de sept enfants, d'une famille progressiste. Son père, Aaron Bernstein (de) (Dantzig 1812, Berlin 1884) est un des cofondateurs en 1845 de la communauté juive réformatrice de Berlin (Berliner Jüdischen Reformgemeinde'). Il prit part en tant que politicien et essayiste à la révolution bourgeoise de 1848. Le célèbre politicien social-démocrate Eduard Bernstein était le neveu de Aaron Bernstein, et donc le cousin de Julius Bernstein.
Julius Bernstein est né à Halle. Il alla au Lycée (Gymnasium) dans le quartier de Neuköln. Il avait déjà en tant que lycéen accès au laboratoire de Emil du Bois-Reymond, un célèbre électrophysiologiste. En 1858, Julius commença ses études de médecine à l'université de Breslau. En 1860 il changea pour rejoindre Berlin. Il fit sa thèse chez Emil du Bois-Reymond en 1862 sur la physiologie des muscles d'invertébrés. Deux années plus tard, il commença sa carrière universitaire comme assistant chez le célèbre physicien et physiologiste des sens, Hermann von Helmholtz, à Heidelberg. Il y passa l'habilitation en 1865, et devint professeur en 1869. Il succéda à Helmhotz à la direction de l'institut de Heidelberg.
Après une courte activité à Berlin, Julius Bernstein reçu en 1873 la chaire de physiologie à l'université de Halle. Huit ans plus tard, il put emménager dans un institut construit selon ses souhaits. Il y enseigna et continua ses recherches pendant 40 ans. Il prit sa retraite en 1911. En 1875, il devint membre de l'académie allemande des scientifiques Leopoldina. Il fut élu neuf fois doyen de la faculté de médecine, et recteur de l'université pendant l'année 1890/1891.
Julius Bernstein mourut en 1917 à 78 ans. Ses collaborateurs dirent de lui qu'il est "un modèle pour l'enseignement allemand". Le manuel de médecine écrit par Bernstein connut trois rééditions et familiarisa plusieurs générations d'étudiants en médecine aux nouveaux concepts de physiologie.
Cent ans après sa formulation de la théorie membranaire, un institut fut fondé à Halle : Julius-Bernstein-Institut für Physiologie.

## Travaux scientifiques

### Contexte: découverte du potentiel de repos et du potentiel d'action
Les recherches de Bernstein sur la bioélectricité se situent dans un contexte de vives controverses. Dans les années 1840, le physicien italien Carlo Matteucci avait montré que sur un muscle sectionné transversalement un courant existe entre la face coupée (l'intérieur de la cellule) et la surface non endommagée (milieu extracellulaire). Au milieu du XIXe siècle, Emil du Bois-Reymond, le professeur de Bernstein, mesura pour la première fois un courant d'action sur des muscles et des nerfs stimulés. En améliorant ses instruments de mesure, il observa en effet une diminution temporaire du courant précédemment découvert (alors appelé "courant de blessure", Verletzungsstrom, le potentiel de repos). Il nomma cette diminution de courant "fluctuation négative" (negative Schwankung). Cependant l'origine de cette "fluctuation négative" et de ce "courant de blessure" restait indéterminée.
Julius Bernstein continua à travailler sur les sujets d'études ouverts par son maître. Ses travaux à Heidelberg contribuèrent à le faire reconnaître parmi les électrophysiologistes de son temps. Il y développa un "Rheotome différentiel" qui lui permit de décrire l'amplitude, le décours temporel et la vitesse de propagation de la "fluctuation négative" (negativen Schwankung), c'est-à-dire du potentiel d'action, sur les nerfs de grenouille.

### Origine de la bioélectricité?
Ludimar Hermann (de), un autre élève de du Bois-Reymond développa en 1898 la théorie du "noyau conducteur" (Kernleitertheorie). Il proposa que les muscles et les fibres nerveuses sont composés d'un noyau conducteur et d'une couche isolante. Une excitation produirait un courant d'action qui polariserait l'enveloppe isolante, et, par induction, activerait les fibres voisines. L'origine locale de l'excitation serait une réaction chimique de type explosive dans le noyau: une altération brutale du métabolisme (Alterationstheorie).

### Théorie membranaire de Bernstein
De son côté, Bernstein montra en 1902, grâce à des mesures de dépendance à la température du potentiel de repos, que les phénomènes bioélectriques ne sont pas d'origine chimique (cf. deuxième citation ci-dessous). Ses expériences indiquaient au contraire qu'il y avait dans les fibres un électrolyte préexistant responsable du potentiel de repos et de la "fluctuation négative".
Il profita pour aboutir à cette conclusion de deux avancées récentes :
- Walther Nernst avait décrit le potentiel de diffusion entre deux solutions de concentration différente (1888/1889). Bernstein appliqua l'équation de Nernst au potentiel de repos qu'il mesurait.
- Wilhelm Ostwald obtint presque simultanément (1890) un potentiel électrique de part et d'autre d'une membrane artificielle semi-perméable aux ions.

Bernstein pensa que cette enveloppe isolante décrite par Hermann est en fait une membrane perméable sélectivement pour certains ions. Il supposa alors que le courant observé entre la surface tranchée des muscles et la surface intacte est due au différence de concentration ionique, à l'électrolyte préexistant.
L'intérieur des fibres est riche en phosphate de potassium (K2HPO4), et la membrane perméable seulement au potassium. Il reprit sa "théorie membranaire" en 1912 dans sa monographie "Elektrobiologie".
Il fonda ainsi un nouveau paradigme pour la compréhension de la bioélectricité qui resta inchangé pendant environ 40 ans, jusqu'à ce que l'amélioration des instruments de mesure permette de mieux préciser les différents mécanismes de la bioélectricité.

## Citations
« Le courant électrique observé dans de nombreux organes animaux ou végétaux ont été étudiés de plusieurs point de vue. Nous constatons le même [courant] dans les muscles, les nerfs, (…) l'organe électrique de raie électrique ainsi que dans le tissu végétal. (…) Il est à se douter que tous ces courants ont une origine semblable, si ce n'est identique. »

« On est autorisé à penser avec une certaine certitude qu'un processus chimique n'est pas directement la source d'énergie de l'énergie électrique des courants musculaires. »